# Élections au Conseil du peuple turkmène de 2021
Les Élections au Conseil du peuple turkmène de 2021 ont lieu le 28 mars 2021 afin de pourvoir au suffrage indirect 48 des 56 sièges du Conseil du peuple du Turkménistan.
Les élections font suite au rétablissement du statut de chambre haute du Conseil du peuple, dans le cadre d'un retour au bicaméralisme, aboli en 2008.
Le parti démocratique du Turkménistan obtient trois sièges, les 45 autres revenant à des élus officiellement indépendants dont le président Gurbanguly Berdimuhamedow.

## Contexte

### Situation politique
Le Turkménistan n'est généralement pas considéré comme une démocratie, et demeure de facto un État à parti unique. Freedom House rapporte en 2017 que l'État « continue de violer les droits de l'homme fondamentaux, d'emprisonner les militants d'opposition » et de pratiquer une politique de népotisme ; l'organisation lui attribue un score de 6,96, sur une échelle allant de 1 (démocratie) à 7 (dictature). Freedom House classe le pays sixième dans l'ordre des pires violateurs des droits civils et politiques (derrière la Syrie, l'Érythrée, la Corée du Nord, l'Ouzbékistan et le Soudan du Sud). 
Reporters sans frontières classe le Turkménistan 178e sur 180 pour le respect de la liberté de la presse en 2017, devant seulement l'Érythrée et la Corée du Nord. L'organisation note que « l’ensemble des médias est contrôlé par l’État et les rares internautes n’ont accès qu’à une version ultra-censurée du Web. [...] [L]a répression contre les quelques journalistes indépendants travaillant clandestinement pour des médias basés à l’étranger ne cesse de s’intensifier. [...] [Certains] ont été arrêtés, torturés ou agressés. [...] [L]es autorités poursuivent leur campagne d’éradication des antennes paraboliques, privant la population de l’un des derniers accès à une information non contrôlée ».

### Retour au bicaméralisme
Une révision constitutionnelle votée en septembre 2020 marque le retour du pays au bicaméralisme, abandonné en 2008. Conseil du peuple (Halk Maslahaty) redevient la chambre haute du pays, tandis que l'assemblée (Mejlisi) existante devient la chambre basse du nouveau parlement qui prend le nom de Conseil national (Milli Geňeş). 
La révision constitutionnelle — qui entre en vigueur le 1er janvier 2021 — prévoit la mise en place de la nouvelle chambre haute au premier trimestre 2021, et amène le gouvernement à convoquer des élections pour le 28 mars,.

## Système électoral
Le Turkménistan est doté d'un parlement bicaméral dont la chambre haute, le Conseil du peuple (Halk Maslahaty) est composé de 56 sièges dont 48 pourvus pour cinq ans au suffrage indirect par les membres des conseils régionaux — 8 sièges pour chacune des sept provinces plus la capitale Achgabat — et 8 autres nommés par le Président pour la même durée. Les anciens présidents en sont également de droit membres à vie. Hormis ces derniers, les membres du Conseil ont obligatoirement plus de trente ans, contre vingt cinq pour ceux de la chambre basse.
Les conseillers régionaux qui forment les grand électeurs du scrutin sont au nombre de 231, dont 37 dans la province d'Ahal, 38 dans celle de Lebap, et 39 dans chacune de celle de Balkan, de Daşoguz et de Mary ainsi que dans la capitale Achgabat.

## Campagne
Un total de 112 candidats sont en lice pour les 48 sièges à pourvoir au suffrage indirect, soit entre deux et trois candidats par sièges.
Aucun candidat d'opposition n'est autorisé à se présenter. Les opérations de vote ont lieu en deux heures, de dix heures à midi.

## Résultats
|                           |                    |                |                |        |  |  |  |  |  |  |  |  |  |  |
| Partis                    | Partis             | Voix           | %              | Sièges |  |  |  |  |  |  |  |  |  |  |
|                           | Parti démocratique |                |                | 3      |  |  |  |  |  |  |  |  |  |  |
|                           | Indépendants       |                |                | 45     |  |  |  |  |  |  |  |  |  |  |
|                           | Membres nommés     | Membres nommés | Membres nommés | 8      |  |  |  |  |  |  |  |  |  |  |
|                           |                    |                |                |        |  |  |  |  |  |  |  |  |  |  |
| Votes valides             |                    |                |                |        |  |  |  |  |  |  |  |  |  |  |
| Votes blancs et invalides |                    |                |                |        |  |  |  |  |  |  |  |  |  |  |
| Total                     | Total              |                | 100            | 56     |  |  |  |  |  |  |  |  |  |  |
| Abstention                |                    |                |                |        |  |  |  |  |  |  |  |  |  |  |
| Inscrits / participation  |                    |                |                |        |  |  |  |  |  |  |  |  |  |  |

## Suites
Les résultats voient entre autres l'élection du président Gurbanguly Berdimuhamedow, qui obtient 100 % des suffrages dans sa circonscription,. Berdimuhamedow procède le 14 avril à la nomination des huit membres restants.